# Samba de Amigo
Samba de Amigo (яп. サンバ DE アミーゴ Самба дэ Ами:го) — компьютерная игра, разработанная командой Sonic Team и выпущенная Sega для аркадного автомата и консоли Dreamcast, в 1999 и 2000 годах. В 2008 году игра была выпущена для Wii. Портированием игры для Wii занималась компания Gearbox Software.

## Геймплей

Амиго и Соник на уровне «Green Hill» (версия игры для Wii).

В качестве управления в Samba de Amigo используется специальные контроллеры в виде маракасов. Игрок играет за обезьяну Амиго. Когда звучит песня, игрок должен потрясти маракасами в соответствии с ритмом музыки, и иногда ударять ими в различных позициях. Если игрок справляется, то на сцене вокруг обезьяны будет появляться всё больше людей. В противном случае персонажи просто уйдут от Амиго за плохое исполнение.
В основном режиме игры, на экране в виде круга расположены шесть цветных колец: два красных, означающие, что нужно трясти высоко, два жёлтых — трясти средне и два зелёных — трясти низко. Из центра круга появляются синие точки, которые двигаются в определённом направлении. Как только синяя точка касается какого-нибудь кольца, игрок должен встряхнуть маракасом в этом месте. К примеру, если точка коснётся верхнего левого кольца, он должен встряхнуть маракасом над своим левым плечом. Таким образом игрок зарабатывает бонусы.

### Режимы игры
В «оригинальном» режиме, геймплей полностью идентичен, что и в аркадных автоматах. Игроку даётся для прохождения два или три этапа. Каждый этап имеет три песни на выбор. Если игрок справляется, на каждом этапе дополнительно включается специальный этап и становятся доступны три наиболее сложные песни. Однако, в порте для Dreamcast, игрок может выбрать на этапе любую песню в игре, которая была разблокирована. Первоначально в аркадном режиме доступны шесть песен, остальные можно разблокировать, проходя аркадный режим или вызов.
В режиме «Party» игроку надо пройти несколько мини-игр, таких как «Гуакамол» (англ. Guacamole), «Принять позу» (англ. Strike A Pose) и «1-2 Самба!» (англ. 1-2-Samba!). В режиме битвы соревнуются два игрока, чтобы выиграть больше всего очков и нокаутировать своего противника. Режим имеет и мини-игру «Пара» (англ. Couples, в Японии известна как «Love Love»), где два игрока играют одну песню, чтобы проверить их «совместимость». Наряду с этим, Dreamcast-версия имеет некоторые особенности геймплея, например могут быть разблокированы альтернативные звуковые эффекты и загружаемые песни.
Выбирая режим «Вызов», игрок получает конкретные цели, чтобы пройти через этапы. Эти цели включают необходимость достижения определённого класса или набрать очки за игру.

### Управление

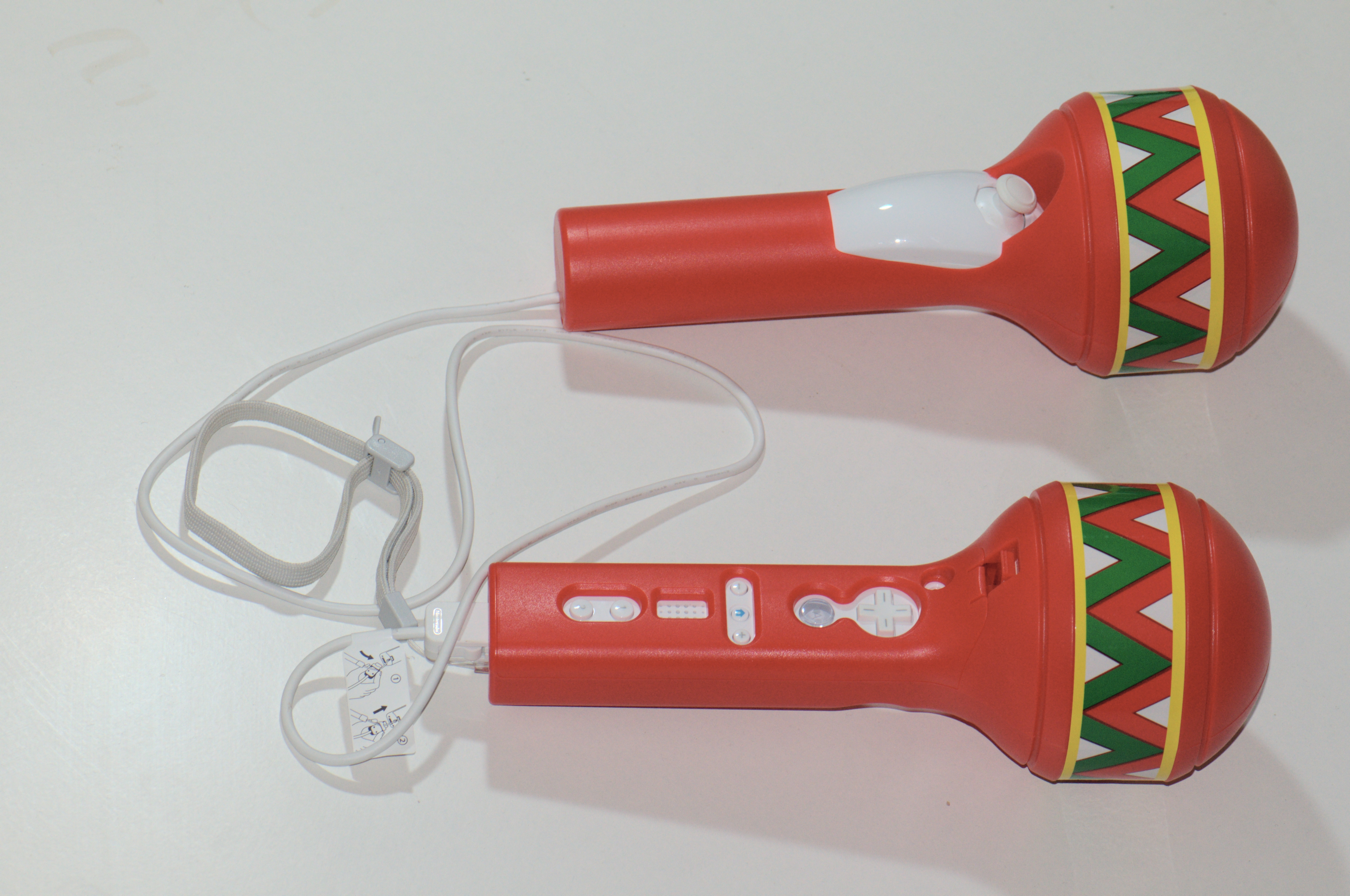
Контроллеры для Wii в виде маракасов, используемые для игры в Samba de Amigo.

Оригинальная игра на аркадном автомате использует в качестве управления красные маракасы. Магнитные датчики используются для определения позиций.
В версии для Dreamcast, каждый маракас имеет шнур, подключённый к панели, которая находится в передней части ног игрока. В каждом мараке имеется датчик движения, который передаётся по шнуру к коврику.
Samba de Amigo и её версия 2000 года — единственная игра официально поддерживающая маракасы, хотя они также могут быть использованы в играх Mr. Driller и Cool Cool Toon.
В версии для Wii, игроки используют Wii Remote, в сочетании либо с Nunchuk или другим Wii Remote. Сторонними производителями производятся маракасы, которые можно подключать в консоли.

### Персонажи
- Амиго (англ. Amigo) — самый популярный артист, главный персонаж игры. Выступает на сцене с маркасами. Любимая еда — запечённые бананы.
- Амига (англ. Amiga) — сестра Амиго и одна из поп-идолов. По характеру она напоминает избалованного ребёнка, но многие друзья обожают её именно такой, какая она есть. Её талисманом является розовый цветок, который подарил ей Амиго и который она носит как аксессуар. Амига также играет на бубне.
- Линда (англ. Linda) — популярная танцовщица самбы в городе. Имеет большой опыт в танцах. Чтобы оставаться в форме, она в настоящее время сидит на диете.
- Бинго (англ. Bingo) и Бонго (англ. Bongo) — два танцующих медведя-близнеца, играющие на барабанах. Оба выступают в костюмах: Бинго в виде голубого медведя, а Бонго — розового. Они любят комедийные шоу, а когда Бинго начинает клоуничать, Бонго тут же толкает его для смеха. Иногда они попадают в драки за зефир.
- Рио (англ. Rio). Раньше был самым популярным поп-идолом. Чтобы ему повезло, он каждое утро ест луковые кольца. Играет на серебряной трубе и обычно держит в руках розу. Благодаря его внешнему виду, большинство игроков ошибочно считает, что Рио — женщина.
- Чамба (англ. Chumba) и Вамба (англ. Wamba). Чамба ранее был боссом уличной банды, позже поменявший свою жизнь, став игроком на мандолине. Вамба владеет баром, где Чамба часто зависает. Чамба и Вамба были названы в честь группы Chumbawamba, чья песня «Tubthumping» появляется в игре.
- Мистер Поуз (англ. Mr. Pose). Фигурирует как персонаж, помогающий игроку, хотя в одной из мини-игр появляется в качестве противника.

## Версии и выпуски
Версия для аркадного автомата была выпущена в 1999 году в Японии и в 2000 году в США, но не была выпущена в Европе.
Dreamcast-версия была выпущена в 2000 году во всём мире. В ней имелось больше песен, чем на аркадном автомате. В декабре 2000 года в Японии вышло обновление игры.

### Версия2000 года

Обложка игры Samba de Amigo Ver. 2000.

Обновление для Dreamcast и аркадного автомата было выпущено 14 декабря 2000 года. Обновление содержит 14 новых песен, а также 6 новых загружаемых песен для Dreamcast. В то время как в оригинальной игре на каждом этапе сначала было доступно всего три песни на выбор, новая версия позволяет игроку выбрать несколько. Режим игры «Любовь, любовь» (англ. Love Love) доступна в аркадной версии Ver.2000. Появился новый персонаж, сестра Амиго Амига. Был добавлен режим «Выживание», где игрок должен закончить столько песен, сколько он сможет. Кроме того, в режиме «Вызов» есть новые цели, а также пять новых секретных этапов, которые пройти довольно сложно.

#### Режим «Суета»
Наиболее важным дополнением к Ver. 2000 является новый режим «Суета» (англ. Hustle). В этом режиме игрок должен следовать точкам и трясти маракасами в соответствующем месте, но это будет происходить нечасто. Вместо этого, на экаране показывается поза, которую игрок должен имитировать.
Samba de Amigo Ver. 2000 планировалось выпустить в США под названием Samba de Amigo Ver. 2001, но разработка была отменена в связи с прекращением поддержки Sega своей консоли Dreamcast.
В 2000 году Sega выпустила бубен «Шакатто» (англ. Shakatto). В него можно играть под музыку в жанре японский поп. Геймплей Samba de Amigo вновь появился в игре Sega Superstars. Игроку нужно с помощью камеры EyeToy ударять по 6 различным целям вокруг экрана.

### Wii-версия

Европейская обложка игры Samba de Amigo для Wii.

В середине 2007 года компания Gearbox Software начала сотрудничать с Sonic Team для создания порта игры на Wii. Вместо маракас, управление происходит через Wii Remote и Nunchuk, также имеется возможность использования два беспроводных контроллера.
Игра имеет улучшенную графику и дополнения из версии игры 2000 года. Появились новые песни, персонажи компании Sega (например, ёж Соник и Улала) и интернет-таблица результатов. Имеется возможность играть своим персонажем Mii, но эта функция работает в однопользовательской игре.
Кроме того, некоторые загружаемые песни доступны за дополнительную плату.
Samba de Amigo стала одна из первой игрой для Wii, имеющая поддержку Nintendo Wi-Fi Connection.

## Музыка в игре
Оригинальная игра содержит музыку в стиле латиноамериканских песен. В обновлении были добавлены ещё несколько современных песен того времени. Версия для Wii содержит ещё больше песен. Песни для аркадного автомата и Dreamcast игры были написаны композиторами из лейбла Wave Master, в то время как песни для Wii были написаны композиторами из WaveGroup Sound, композиторы которого принимали участие в создании песен для серии Guitar Hero.
Розовым цветом обзначены песни, исполненные артистами из лейбла WaveGroup Sound. Зелёным цветом обозначены оригинальные треки лейбла Wave Master.
| Название песни                         | Исполнитель                        | Аркадный автомат | DC        | DC        | Ver. 2000 | Wii       | # | Персонаж                  |
| -------------------------------------- | ---------------------------------- | ---------------- | --------- | --------- | --------- | --------- | - | ------------------------- |
| Al Compás Del Mambo / Mambo Beat       | Перес Прадо                        | зелёная ✓        | зелёная ✓ | зелёная ✓ | зелёная ✓ | зелёная ✓ | 5 | Амиго, Бинго и Бонго      |
| Arriba Allez                           | Bellini                            |                  |           |           |           | зелёная ✓ | 1 | Амиго и Линда             |
| Aserejé / The Ketchup Song             | Las Ketchup                        |                  |           |           |           | зелёная ✓ | 1 | Амиго, Бинго и Бонго      |
| Baila Me                               | Gipsy Kings                        |                  |           |           |           | зелёная ✓ | 1 | Амиго и Линда             |
| Bamboleo                               | Gipsy Kings                        |                  |           |           | зелёная ✓ | зелёная ✓ | 2 | Амиго и Линда             |
| Borriquito                             | Charo                              |                  |           |           |           | зелёная ✓ | 1 | Амиго, Бинго и Бонго      |
| Cha Cha                                | Chelo                              |                  |           |           |           | зелёная ✓ | 1 | Амиго, Бинго и Бонго      |
| Cha Cha Cuba                           | Мэтт Бьянко                        |                  |           |           | зелёная ✓ |           | 1 |                           |
| Como Ves                               | Ozomatli                           |                  |           |           |           | зелёная ✓ | 1 | Амиго, Рио, Чамба и Вамба |
| Conga                                  | Miami Sound Machine                |                  |           |           |           | зелёная ✓ | 1 | Амиго и Линда             |
| The Cup of Life                        | Рики Мартин                        | зелёная ✓        |           | зелёная ✓ | зелёная ✓ | зелёная ✓ | 4 | Амиго и Линда             |
| Djobi Djoba                            | Gipsy Kings                        |                  |           |           | зелёная ✓ |           | 1 |                           |
| Do It Well                             | Дженнифер Лопес                    |                  |           |           |           | зелёная ✓ | 1 | Амиго и Линда             |
| El Mambo                               | Solemar                            |                  | зелёная ✓ |           |           | зелёная ✓ | 2 | Амиго, Бинго и Бонго      |
| El Ritmo Tropical (El Bimbo)           | Dixie’s Gang                       |                  | зелёная ✓ | зелёная ✓ | зелёная ✓ | зелёная ✓ | 4 | Амиго                     |
| Games People Play                      | Inner Circle                       |                  |           |           | зелёная ✓ |           | 1 |                           |
| Gonna Fly Now / The Theme of Rocky     | Билл Конти                         |                  |           |           | зелёная ✓ | зелёная ✓ | 2 | Амиго                     |
| Groove is in the Heart                 | Deee-Lite                          |                  |           |           |           | зелёная ✓ | 1 | Амиго и Линда             |
| Hot Hot Hot                            | Arrow                              |                  |           |           | зелёная ✓ | зелёная ✓ | 2 | Амиго и Линда             |
| Jump in the Line                       | Гарри Белафорте                    |                  |           |           |           | зелёная ✓ | 1 | Амиго и Амига             |
| La Bamba                               | Ричи Валенс                        | зелёная ✓        | зелёная ✓ | зелёная ✓ | зелёная ✓ | зелёная ✓ | 5 | Амиго, Рио, Чамба и Вамба |
| Livin' la Vida Loca                    | Рики Мартин                        | зелёная ✓        |           | зелёная ✓ | зелёная ✓ | зелёная ✓ | 4 | Амиго, Рио, Чамба и Вамба |
| Love Lease                             | Масао Хонда                        | зелёная ✓        | зелёная ✓ | зелёная ✓ | зелёная ✓ |           | 4 |                           |
| Low Rider                              | War                                |                  |           |           |           | зелёная ✓ | 1 | Амиго и Соник             |
| Macarena                               | Los Del Mar                        | зелёная ✓        | зелёная ✓ | зелёная ✓ | зелёная ✓ | зелёная ✓ | 5 | Амиго, Бинго и Бонго      |
| Magalenha                              | Беллини и Мондонка До Рио          |                  |           |           |           | зелёная ✓ | 1 | Амиго и Амига             |
| Mambo de Verano                        | Wave Master                        |                  |           |           | зелёная ✓ |           | 1 |                           |
| Mambo No.5                             | Лу Бега                            |                  |           |           |           | зелёная ✓ | 1 | Амиго и Соник             |
| Mambo No.8                             | Перес Прадо                        |                  |           |           |           | зелёная ✓ | 1 | Амиго и Амига             |
| Mas Que Nada                           | Жоржи Бен Жор                      | зелёная ✓        | зелёная ✓ |           |           | зелёная ✓ | 3 | Амиго, Бинго и Бонго      |
| Mexican Flyer                          | Кен Вудмен                         |                  |           |           |           | зелёная ✓ | 1 | Амиго и Улала             |
| Oye Como Va                            | Santana                            |                  |           |           |           | зелёная ✓ | 1 | Амиго и Амига             |
| Papa Loves Mambo                       | Перри Комо                         |                  |           |           |           | зелёная ✓ | 1 | Амиго и Амига             |
| Pon de Replay                          | Рианна                             |                  |           |           |           | зелёная ✓ | 1 | Амиго и Амига             |
| Ran Kan Kan                            | Тито Пуэнте                        |                  |           |           |           | зелёная ✓ | 1 | Амиго и Амига             |
| S.O.S. (The Tiger Took My Family)      | Dr. Bombay                         |                  |           |           | зелёная ✓ |           | 1 |                           |
| Salome                                 | Chayanne                           |                  |           |           | зелёная ✓ | зелёная ✓ | 2 | Амиго, Рио, Чамба и Вамба |
| Samba de Janeiro                       | Bellini                            | зелёная ✓        | зелёная ✓ | зелёная ✓ | зелёная ✓ | зелёная ✓ | 5 | Амиго и Линда             |
| Samba de Amigo (Samba de Janeiro 2000) | Bellini P.K.G. Production (ремикс) |                  | зелёная ✓ | зелёная ✓ | зелёная ✓ | зелёная ✓ | 4 | Амиго и Линда             |
| Smooth                                 | Santana                            |                  |           |           |           | зелёная ✓ | 1 | Амиго, Рио, Чамба и Вамба |
| Solo Tu                                | WaveGroup                          |                  |           |           |           | зелёная ✓ | 1 | Амиго и Амига             |
| Soul Bossa Nova                        | Куинси Джонс                       | зелёная ✓        | зелёная ✓ | зелёная ✓ | зелёная ✓ | зелёная ✓ | 5 | Амиго                     |
| (Mucho Mambo) Sway                     | Shaft                              |                  |           |           | зелёная ✓ | Y [ ~ 2 ] | 2 | Амиго и Амига             |
| Take on Me                             | Reel Big Fish                      | зелёная ✓        | зелёная ✓ | зелёная ✓ | зелёная ✓ | зелёная ✓ | 5 | Амиго, Рио, Чамба и Вамба |
| Tango With Me                          | WaveGroup                          |                  |           |           |           | зелёная ✓ | 1 | Амиго и Амига             |
| Tequila                                | The Champs                         | зелёная ✓        | зелёная ✓ | зелёная ✓ | зелёная ✓ | зелёная ✓ | 5 | Амиго                     |
| The Theme of Inoki / Ali Bombaye       | Майкл Массер                       | зелёная ✓        | зелёная ✓ | зелёная ✓ | зелёная ✓ |           | 4 |                           |
| Tout Tout Pour Ma Chérie               | Мишель Польнарефф                  |                  |           |           | зелёная ✓ |           | 1 |                           |
| Tubthumping                            | Chumbawamba                        | зелёная ✓        | зелёная ✓ | зелёная ✓ | зелёная ✓ | зелёная ✓ | 5 | Амиго и Линда             |
| «Un Aguardiente»                       | WaveGroup                          |                  |           |           |           | зелёная ✓ | 1 | Амиго и Соник             |
| Vamos a Carnaval                       | Wave Master                        |                  |           |           | зелёная ✓ | зелёная ✓ | 2 | Амиго и Амига             |
| Volare                                 | Gipsy Kings                        |                  |           |           | зелёная ✓ | зелёная ✓ | 2 | Амиго, Рио, Чамба и Вамба |
| Wedding March                          | Феликс Мендельсон                  |                  |           |           | зелёная ✓ | зелёная ✓ | 2 | Амиго                     |

### Скачиваемые песни
Благодаря поддержки функции интернета, в Dreamcast можно также скачать песни из игр компании Sega.

#### Dreamcast
В версии игры для Dreamcast, нужно в меню выбрать опцию «Интернет», и игрок может посетить сайт с помощью встроенного браузера. Часть песен появляются в игре Sega Superstars.
| Название песни                                 | Игра                  | Композитор                 | Исполнитель                         | Только в версии 2000 года |
| ---------------------------------------------- | --------------------- | -------------------------- | ----------------------------------- | ------------------------- |
| After Burner                                   | After Burner          | Хироси Кавагути            |                                     |                           |
| Angels With Burning Hearts                     | Burning Rangers       | Наофуми Хатая              | Деннис Сент-Джеймс                  |                           |
| Can You Become Rent-A-Hero For Mankind’s Sake? | Rent-A-Hero no.1      | Хироси Кавагути            | Такэнобу Мицуёси и Ниронобу Кагэяма |                           |
| Dreams Dreams                                  | Nights into Dreams…   | Томоко Сасаки              | Кёртис Кинг младший и Дана Калитри  |                           |
| It Doesn’t Matter                              | Sonic Adventure       | Дзюн Сэноуэ                | Тони Харнелл                        | зелёная ✓                 |
| Lazy Days (Livin’ in Paradise)                 | Sonic Adventure       | Дзюн Сэноуэ                | Тед Поли                            | зелёная ✓                 |
| Let Mom Sleep                                  | Jet Set Radio         | Хидэки Наганума            |                                     | зелёная ✓                 |
| Let’s Go Away                                  | Daytona USA           | Такэнобу Мицуёси           | Эрик Мартин                         | зелёная ✓                 |
| Magical Sound Shower                           | Out Run               | Хироси Кавагути            |                                     |                           |
| My Sweet Passion                               | Sonic Adventure       | Фумиэ Куматани             | Никки Грегорофф                     | зелёная ✓                 |
| Opa-Opa!                                       | Fantasy Zone          | Хироси Кавагути            |                                     |                           |
| Open Your Heart                                | Sonic Adventure       | Дзюн Сэноуэ, Кэнъити Токои | Джонни Джоэли (Crush 40)            |                           |
| Sonic — You Can Do Anything                    | Sonic the Hedgehog CD | Масафуми Огата             | Кэйко Утоку                         |                           |
| Super Sonic Racing                             | Sonic R               | Ричард Жак                 | Ти Джей Дэвис                       |                           |
| We Are Burning Rangers                         | Burning Rangers       | Наофуми Хатая              | Марлон Сандерс                      | зелёная ✓                 |

#### Wii
В отличие от Dreamcast-версии игры, загружаемый контент для Wii является платным. В контент включает в себя нескольких популярных песен. Скачиваемые песни сохраняются во внутренней памяти Wii.
| Название песни           | Исполнитель           | Дата выхода           | Персонажи                 |
| ------------------------ | --------------------- | --------------------- | ------------------------- |
| Are You Gonna Be My Girl | Jet                   | 23 сентября 2008 года | Амиго, Рио, Чамба и Вамба |
| I Want Candy             | Bow Wow Wow           | 23 сентября 2008 года | Амиго и Амига             |
| Mambo Mambo              | Лу Бега               | 23 сентября 2008 года | Амиго, Бинго и Бонго      |
| Love Shack               | The B-52s             | 8 ноября 2008 года    | Амиго и Улала             |
| Walking on Sunshine      | Katrina and the Waves | 8 ноября 2008 года    | Амиго и Амига             |
| Can’t Stop               | Ozomatli              | 8 ноября 2008 года    | Амиго и Линда             |
| Jerk It Out              | Caesars               | 21 декабря 2008 года  | Амиго                     |
| Mickey                   | Тони Бэзил            | 21 декабря 2008 года  | Амиго и Амига             |
| The Rockafeller Skank    | Fatboy Slim           | 21 декабря 2008 года  | Амиго и Соник             |

### Samba de Amigo Presents Samba de Janeiro Non-Stop Best of Bellini
Альбом Samba de Amigo Presents Samba de Janeiro Non-Stop Best of Bellini (яп. サンバ・DE・ジャネイロ~ノンストップ・ベスト・オブ・ベリーニ Самба Ди Дзянэйро Нонсутоппу Бэсуто Обу Бэри:ни) был выпущен 29 марта 2000 года лейблом Toshiba EMI. Саундтрек содержит 15 песен.
| №   | Название                                    | Длительность |
| --- | ------------------------------------------- | ------------ |
| 1.  | «Samba De Amigo (Samba de Janeiro 2000)»    | 4:29         |
| 2.  | «Me Gusta La Vida»                          | 2:50         |
| 3.  | «Catch Da Samba»                            | 4:10         |
| 4.  | «Samba De Janeiro (Reprise)»                | 1:41         |
| 5.  | «Gol»                                       | 3:51         |
| 6.  | «Mr. Samba»                                 | 3:55         |
| 7.  | «Oi Harry»                                  | 6:10         |
| 8.  | «Samba de Janeiro (John Acquaviva Remix)»   | 4:04         |
| 9.  | «Cante Comigo»                              | 3:31         |
| 10. | «Saturday Night»                            | 3:31         |
| 11. | «Bum Bum!»                                  | 2:41         |
| 12. | «Samba de Janeiro (Vanity Frontroom Remix)» | 3:42         |
| 13. | «Carnaval»                                  | 2:59         |
| 14. | «Cafe Do Brazil»                            | 3:38         |
| 15. | «Samba de Janeiro»                          | 2:29         |

### Samba de Amigo
7 февраля 2001 года был выпущен альбом Samba de Amigo. Является вторым и последним альбомом игры. Альбом содержит 24 песни. Выпущен лейблом Universal Music Japan и Victor Entertainment.
| №   | Название                                  | Длительность |
| --- | ----------------------------------------- | ------------ |
| 1.  | «Hey! We’re the Sonic Team!»              | 0:05         |
| 2.  | «Bienvenido a Samba de Amigo»             | 0:18         |
| 3.  | «Vamos a Carnaval»                        | 2:01         |
| 4.  | «Mambo de Verano»                         | 2:04         |
| 5.  | «Livin’ la Vida Loca»                     | 4:04         |
| 6.  | «Tequila»                                 | 2:34         |
| 7.  | «Macarena»                                | 1:27         |
| 8.  | «The Cup of Life»                         | 1:56         |
| 9.  | «La Bamba»                                | 2:28         |
| 10. | «Al Compas del Mambo»                     | 2:08         |
| 11. | «Mas Que Nada»                            | 4:01         |
| 12. | «Soul Bossa Nova»                         | 2:17         |
| 13. | «El Ritmo Tropical»                       | 2:52         |
| 14. | «Games People Play»                       | 1:46         |
| 15. | «Hot Hot Hot»                             | 1:49         |
| 16. | «Sway»                                    | 1:57         |
| 17. | «Djobi Djobi»                             | 1:41         |
| 18. | «Salome»                                  | 1:49         |
| 19. | «S.O.S.»                                  | 1:49         |
| 20. | «Tout Tout Pour Ma Cherie»                | 1:43         |
| 21. | «Gonna Fly Now»                           | 1:38         |
| 22. | «Wedding March»                           | 1:36         |
| 23. | «Mambo de Verano (Instrumental Version)»  | 2:04         |
| 24. | «Vamos a Carnaval (Instrumental Version)» | 2:00         |

## Оценки и мнения
| Сводный рейтинг    | Сводный рейтинг                                         |
| Агрегатор          | Оценка                                                  |
| ------------------ | ------------------------------------------------------- |
| GameRankings       | 86,15 % (DC) 96,00 % (2000) 68,12 % (Wii)               |
| Metacritic         | 89/100 (DC) 68/100 (Wii)                                |
| MobyRank           | 87/100 (DC) 68/100 (Wii)                                |
| Иноязычные издания |                                                         |
| Издание            | Оценка                                                  |
| 1UP.com            | C (Wii)                                                 |
| AllGame            | (DC) · (Wii)                                            |
| EGM                | 9/10 (DC)                                               |
| Eurogamer          | 6/10 (Wii)                                              |
| Game Informer      | 5,5/10 (DC) 6,75/10 (Wii)                               |
| GamePro            | 4/5 (DC) 4/5 (Wii)                                      |
| GameRevolution     | B (DC)                                                  |
| GameSpot           | 9,0/10 (DC) 6,0/10 (Wii)                                |
| GameSpy            | (Wii)                                                   |
| GamesRadar+        | 6/10 (Wii)                                              |
| GameZone           | 7,0/10 (Wii)                                            |
| IGN                | 9,4/10 (автомат) 9,5/10 (DC) 9,6/10 (2000) 7,5/10 (Wii) |
| Nintendo Power     | 9/10 (Wii)                                              |
| ONM                | 71 % (Wii)                                              |
| VideoGamer         | 7/10 (Wii)                                              |
| WorthPlaying       | 8,5/10 (Wii)                                            |
| NGamer Magazine    | 6,0/10 (Wii)                                            |

Dreamcast-версия получила высокие оценки от критиков. Обозреватели хвалили за уникальный и захватывающий игровой процесс, но в то же время наиболее распространённая критика была в отношении управления, так как игра невозможна без дорогих маракасов.

### Wii-версия
Версия игры для Wii получила смешанные отзывы. Eurogamer оценил игру в 6 баллов, критикуя управление. Такую же оценку поставил сайт GameSpot. Nintendo Power оценил игру высоко, поставив оценку в 9 баллов из 10 возможных, а GamePro оценил игру в 4 балла из 5.

### Награды
Samba de Amigo получила следующие награды:
- E3 2000, Game Critics Awards: Лучший Пазл/Общая информация о игре/Лучший салон игры.
- Лучшие и худшие года по версии GameSpot, 2000 год: Лучшая пазл-игра на консоли.
- 1-я Ежегодная церемония Game Developers Choice Awards: номинировалась за «выдающиеся достижения в аудио» и на премию «в центре внимания».
- «Лучшие игры для Dreamcast всех времён» по версии GamesRadar, 2012 год: 23 место[31].

## Появление персонажей в других играх
Амиго также присутствует в Sonic Pinball Party, Billy Hatcher and the Giant Egg и Sega Superstars. Является игровым персонажем в Sonic Riders: Zero Gravity, Sega Superstars Tennis, Sonic & Sega All-Stars Racing и Sonic & All-Stars Racing Transformed. Он также появляется в качестве камео на трассе «Sega Carnival» в Sonic Riders и на обложке № 15 комикса Sonic X.